# Ocna de Fier
Ocna de Fier é uma comuna romena localizada no distrito de Caraș-Severin, na região de Banato. A comuna possui uma área de 22.11 km² e sua população era de 748 habitantes segundo o censo de 2007.